# Carrer Sant Antoni (Cardedeu)
El Carrer Sant Antoni és una via pública de Cardedeu (Vallès Oriental) inclosa a l'Inventari del Patrimoni Arquitectònic de Catalunya.

## Descripció
Carrer ample, d'uns 200 m de llargada i uns 8-9 d'amplada.
Comunica la plaça Clavé amb la carretera de Caldes i l'estació de Ferrocarril. A la meitat del seu recorregut està travessat perpendicularment pel carrer Pau Gessa. Actualment té un únic sentit circulatori. La gran part dels edificis d'aquest carrer són de finals dels segle xix o començaments del XX, encara que hi ha algunes edificacions noves.

## Història
L'any 1877, el mes de novembre es començà a obrir, gràcies a prestacions personals i a una subvenció de la Diputació de 1250 ptes., el camí que després fou el carrer de Sant Antoni. Va tenir una gran importància per al desenvolupament de la vila, ja que llavors no hi havia altre comunicació amb el ferrocarril que un estret camí que passava per on hi ha avui la diagonal Fivaller.
L'any 1878, Joan Cullell hi obrà la primera casa. Després, ràpidament se'n van bastir d'altres. Va ser un gran encert perquè la població va disposar d'una bona entrada, comunicant les noves vies de comunicació, el FFCC al 1860 i la carretera el 1864.